# Лишута, Раиса Ивановна
Раиса Ивановна Лишута (в девичестве Ситник; 1927, стан. Северская, Северский район, Северо-Кавказский край, СССР — ?) — звеньевая колхоза «Социалистическое табаководство» Северского района Краснодарского края, Герой Социалистического Труда (1948).

## Биография
Родилась в 1927 году в станице Северская Северо-Кавказского края (ныне центр Северского района, Краснодарский край) в семье крестьян. По национальности русская.
Осенью 1943 года вступила в местный колхоз «Социалистическое табаководство» (проработав там до выхода на пенсию), работала поварихой в полеводческой бригаде. В 1947 году стала звеньевой молодёжного звена полеводов из 20 девушек по выращиванию пшеницы, кукурузы, подсолнечника и бахчи. По итогам 1947 года звено собрало урожай пшеницы 32,1 центнера с гектара на участке 18 гектаров.
Указом Президиума Верховного Совета СССР от 24 февраля 1948 года «за получение высоких урожаев пшеницы в 1947 году» удостоена звания Героя Социалистического Труда с вручением ордена Ленина и золотой медали «Серп и Молот».
Избиралась делегатом 11 съезда комсомола в Москве (1949) и членом ЦК ВЛКСМ. В 1949 году вышла замуж.
Награждена орденом Ленина (24.02.1948) и медалями.